# 1614 Goldschmidt
1614 Goldschmidt (1952 HA) là một tiểu hành tinh vành đai chính được phát hiện ngày 18 tháng 4 năm 1952 bởi Alfred Schmitt ở Uccle.